# Sushil Koirala
Sushil Koirala (nepali: सुशील कोइराला), född 12 augusti 1939 i Biratnagar, död 9 februari 2016 i Kathmandu, var en nepalesisk politiker. Han var Nepals premiärminister mellan 11 februari 2014 och 10 oktober 2015 samt partiledare för Nepals kongressparti från 22 september 2010 fram till sin död.
Koirala gick med i Nepals kongressparti 1953 och satt på flera olika poster inom partiet innan han blev partiledare 2010. Under sitt liv tillbringade han minst sex år i fängelse samt 15 år i exil i Indien på grund av sina politiska åsikter. Koirala  var en nyckelfigur i arbetet med att anta Nepals nya konstitution 2015. Han efterträddes som premiärminister i oktober 2015 av Khadga Prasad Sharma Oli.
Sushil Koirala tillhörde den politiskt framstående familjen Koirala hans tre kusiner Matrika Prasad Koirala, Girija Prasad Koirala och Bishweshwar Prasad Koirala har alla varit premiärministrar i Nepal. Sushil Koirala var ogift och känd för att leva ett enkelt liv. I juni 2014 diagnostiserades han med lungcancer och i februari 2016 avled han, 76 år gammal, i lunginflammation.